# Kington St Michael
Pour les articles homonymes, voir Kington.
Kington St Michael est un village et une paroisse civile du Wiltshire, en Angleterre. Il est situé dans le nord-ouest du comté, à 5 km au nord de la ville de Chippenham. Au recensement de 2011, il comptait 704 habitants.

## Étymologie
Kington provient du vieil anglais cyne- « roi » + tūn « domaine » et désigne un domaine ayant appartenu à la couronne anglaise. Il est attesté sous la forme Chintone dans le Domesday Book, à la fin du XIe siècle.